# Социальная сфера Якутии в годы Великой Отечественной войны
Социальная сфера Якутии в годы Великой Отечественной войны (1941 — 1945 года) подверглась испытанию, так как ресурсы страны были направлены на войну с Германией. Однако в сложных военных условиях государство выделяло средства для помощи уязвимым гражданам страны — семьям фронтовиков, инвалидам войны, детям. Принимались меры в системе здравоохранения, продовольственной сфере. Оказанная помощь не охватывала все нуждающиеся слои населения.

## Меры поддержки уязвимым категориям населения
Согласно Указу Президиума Верховного совета СССР от 26 июня 1941 года «О порядке назначения и выплаты пособий семьям военнослужащих рядового и младшего начальствующего состава в военное время» в Якутии в мае 1942 года пособия поступали 7861-й семье военнослужащих, к ноябрю 42 года их число увеличилось вдвое. Среднее пособие на одну семью составляло 107 рублей в месяц. За военный период выплаты составили 62 миллиона рублей, а также выделялось 5 миллионов рублей единовременных пособий.
В ходе войны в республике увеличилось количество инвалидов, от 860 человек в январе 1942 года до 3754 человек по состоянию на январь 1945 года. Инвалидам было предоставлено право преимущества при зачислении на работу в государственные и кооперативные организации. К 1945 году были трудоустроены более 3-х тысяч инвалидов. Также инвалиды получали пенсии и единовременные пособия, кроме того они пользовались льготами по налогам и поставкам продуктов сельского хозяйства. Была организована социальная и культурная жизнь инвалидов, был открыт дом отдыха для участников ВОВ, предоставлялось лечение в санаториях. Работали дома и интернаты для инвалидов.
К сожалению, оказанная помощь не являлась достаточной. Проверки в 1942 году выявили закрытие трёх туберкулезных санаториев, пяти туберкулезных пунктов, 19 фельдшерско-акушерских пунктов и ряда других учреждений. Для поддержки здравоохранения были выделены государственные средства, позволившие увеличить число медицинских пунктов в годы войны. Несмотря на выделенную помощь в годы войны отмечался рост числа социальных заболеваний — туберкулез, трахома, цинга. Люди, получающее недостаточное питание, были подвержены инфекциям. Распространились такие заболевания как брюшной тиф, паратиф, сыпной тиф, коклюш, скарлатина, корь, дифтерия, грипп, дизентерия.
В годы войны увеличилось количество интернатов и детских домов. Интернатами пользовались дети отдаленных сел, дети-сироты и дети погибших фронтовиков.

## Условия жизни и быта населения
В республике Якутия, как и в стране, была введена карточная система. Нормы продовольствия для населения в условиях Крайнего Севера с 1 января 1943 года составляли (в граммах на человека в месяц):
- Для рабочих и ИТР: сахар и кондитерские изделия — 750, жиры — 800, крупа и макароны — 2 тыс., соль — 700, хлеб (в день) — 800[1];
- для служащих: сахар и кондитерские изделия — 600, жиры — 600, крупа и макароны — 1,5 тыс., соль — 700, хлеб (в день) — 600[1];
- для их иждивенцев: сахар и кондитерские изделия — 500, жиры — 500, крупа и макароны — 1,5 тыс., соль — 700, хлеб (в день) — 400[1];
- для детей возраста до 12 лет семей рабочих, инженерно-технических работников и служащих: сахар и кондитерские изделия — 500, жиры — 500, крупа и макароны — 1,5 тыс., соль — 700, хлеб (в день) — 400[1].

Несмотря на наличие обязательных норм, их выполнение зависело от наличия продуктов в районах. Не во всех районах Якутии продукты были в достаточном количестве для выдачи их по нормативам.
Семьи жителей Якутии могло спасать наличие на промышленных предприятиях, торговых организациях, школах подсобных хозяйств, где был организован посев овощей и картофеля. Также было распространено индивидуальное и коллективное огородничество. Однако в условиях Крайнего Севера домашние сельское хозяйство сталкивалось с неразрешимыми климатическими проблемами, что значительно затрудняло продовольственное самообеспечение.
Однако продажа хлеба по талонам осуществлялась только для населения, не связанного с сельским хозяйством. Снабжение колхозников осуществлялось от оплаты трудодней, составляющей ничтожные суммы. Таким образом, среди населения связанного с сельским хозяйством был распространен голод. Согласно сведениям июня 1942 года, среди членов колхозов и их семей применялось употреблению в пищу древесной коры с мукой, отмечались случаи каннибализма. Жителей сел, которые пытались их покинуть, выдворялись обратно. Облегчило ситуацию в Якутии помощь, которая была поставлена через ленд-лиз.
Таким образом, в годы Великой Отечественной войны условия населения Якутия были отягощенными. Оказываемая помощь не могла затронуть все нуждающиеся слои населения. Численность населения Якутии достигла довоенного уровня только к началу 1955 года, спустя 10 лет после окончания войны.